# Dzintars Zirnis
Dzintars Zirnis est un footballeur letton né le 25 avril 1977 à Riga. Il évolue actuellement au Metalurgs Liepaja au poste de défenseur.

## Biographie

### En sélection
Il participe à l'Euro 2004 avec l'équipe de Lettonie.
Il dispute 68 rencontres sans marquer de but avec la Lettonie entre 1997 et 2010.

## Palmarès
- Champion de Lettonie en 2005 avec le Metalurgs Liepaja
- Vainqueur de la Coupe de Lettonie en 2006 avec le Metalurgs Liepaja